# Чемпионат Бельгии по волейболу среди мужчин
Чемпионат Бельгии по волейболу среди мужчин — ежегодное соревнование мужских волейбольных команд Бельгии. Проводится с 1945 года.
Соревнования проходят в пяти дивизионах — Лиге А, Лиге В, 1-м национальном, 1-м и 2-м дивизионах. Организатором чемпионатов вляется Королевская бельгийская федерация волейбола (Federation Royale Belge de Volleyball — FRBV).

## Формула соревнований (Высший дивизион)
Чемпионат 2024/25 в Лиге А проводился в три этапа — два групповых и плей-офф. На 1-й групповой стадии 10 команд играли в два круга. На 2-м этапе лучшая четвёрка провела двухкруговой турнир с учётом половины очков, набранных на 1-м этапе. По такой же системе играли и команды, занявшие на 1-м этапе места с 5-го по 10-е. По итогам 2-го этапа 6 команд вышли в плей-офф (1-я и 2-я команды — напрямую в полуфинал) и далее по системе с выбыванием определили призёров чемпионата. Серии матчей плей-офф проводились до двух (четвертьфинал и полуфинал) и до трёх (финал) побед одного из соперников. 
За победы со счётом 3:0 и 3:1 команды получают 3 очка, 3:2 — 2 очка, за поражение со счётом 2:3 — 1 очко, 0:3 и 1:3 — 0 очков.
В чемпионате 2024/25 в Лиге А играли 10 команд: «Кнак» (Руселаре), «Линдеманс» (Алст), «Хасроде» (Лёвен), «Тектум-Ахел» (Хамонт-Ахел), «Декоспан» (Менен), «Гринъярд» (Маасейк), «Варемме» (Варем), «Жибертен», «Карур» (Гент), «Брабо» (Антверпен). Чемпионский титул в 5-й раз подряд выиграл «Кнак», победивший в финальной серии «Хасроде» 3-1 (3:1, 3:1, 2:3, 3:1). 3-е место занял «Тектум-Ахел».

## Чемпионы
| - 1945 «Леопольд Клуб» Брюссель - 1946 АСУБ Брюссель - 1947 «Жандармери Эколь» Брюссель - 1948 «Жандармери Эколь» Брюссель - 1949 «Иксель» - 1950 «Иксель» - 1951 «Иксель» - 1952 «Иксель» - 1953 «Иксель» - 1954 «Иксель» - 1955 «Иксель» - 1956 «Спартакус» - 1957 «Спартакус» - 1958 «Брабо» Антверпен - 1959 «Брабо» Антверпен - 1960 «Брабо» Антверпен - 1961 «Брабо» Антверпен - 1962 «Брабо» Антверпен - 1963 «Брабо» Антверпен - 1964 «Брабо» Антверпен - 1965 «Брабо» Антверпен - 1966 «Брабо» Антверпен - 1967 «Брабо» Антверпен - 1968 «Брабо» Антверпен - 1969 «Генк» - 1970 «Андерлехт» Брюссель - 1971 «Ребелс» Лир - 1972 «Ребелс» Лир - 1973 «Ремберт» Тюрнхаут - 1974 «Ребелс» Лир - 1975 «Тюрнхаут» - 1976 «Тюрнхаут» - 1977 «Тюрнхаут» - 1978 «Ибис» Кортрейк - 1979 «Ибис» Кортрейк - 1980 «Рёйсбрук» - 1981 «Генк» - 1982 «Тюрнхаут» - 1983 «Тюрнхаут» - 1984 «Тюрнхаут» - 1985 «Тюрнхаут» | - 1986 «Тюрнхаут» - 1987 «Ленник» - 1988 «Ленник» - 1989 «Кнак» Руселаре - 1990 «Ремберт» Тюрнхаут - 1991 «Нолико» Маасейк - 1992 «Маэс Пилс» Зеллик - 1993 «Маэс Пилс» Зеллик - 1994 «Маэс Пилс» Зеллик - 1995 «Нолико» Маасейк - 1996 «Нолико» Маасейк - 1997 «Нолико» Маасейк - 1998 «Нолико» Маасейк - 1999 «Нолико» Маасейк - 2000 «Кнак» Руселаре - 2001 «Нолико» Маасейк - 2002 «Нолико» Маасейк - 2003 «Нолико» Маасейк - 2004 «Нолико» Маасейк - 2005 «Кнак» Руселаре - 2006 «Кнак-Рандстад» Руселаре - 2007 «Кнак-Рандстад» Руселаре - 2008 «Нолико» Маасейк - 2009 «Нолико» Маасейк - 2010 «Кнак-Рандстад» Руселаре - 2011 «Нолико» Маасейк - 2012 «Нолико» Маасейк - 2013 «Кнак» Руселаре - 2014 «Кнак» Руселаре - 2015 «Кнак» Руселаре - 2016 «Кнак» Руселаре - 2017 «Кнак» Руселаре - 2018 «Нолико» Маасейк - 2019 «Гринъярд» Маасейк - 2020 чемпионат не завершён, итоги не подведены - 2021 «Кнак» Руселаре - 2022 «Кнак» Руселаре - 2023 «Кнак» Руселаре - 2024 «Кнак» Руселаре - 2025 «Кнак» Руселаре |